# دینش وارگا
دینش وارگا (انگلیسی: Dénes Varga؛ زادهٔ ۲۹ مارس ۱۹۸۷) بازیکن واترپلو اهل مجارستان است.
وی در مسابقات کشوری و بین‌المللی در مجموع برندهٔ ۳ مدال طلا، ۸ مدال نقره، ۱۰مدال برنز شده‌ است.